# Daniel Taradash
Daniel Taradash' (29 de gener de 1913 – 22 de febrer de 2003) va ser un guionista estatunidenc.
Els crèdits de Taradash inclouen Golden Boy (1939), Encobridora (1952), Don't Bother to Knock  (1952), D'aquí a l'eternitat (1953), Désirée (1954),  Picnic (1955), Enmig de la tempesta (1956), que també va dirigir, Em vaig enamorar d'una bruixa (1958), Morituri (1965), Hawaii (1966), La fortalesa (1969), Doctors' Wives (1971) i Bogie (1980), una biografia cinematogràfica de Humphrey Bogart.

## Primers anys
Daniel Taradash va néixer en una família jueva a Kentucky i es va criar a Chicago i Miami Beach. Va assistir a la Universitat Harvard, on va conèixer el seu futur soci productor Jules Blaustein. Es va llicenciar en dret i va exercir l'advocacia de l'estat de Nova York. Però quan la seva obra The Mercy va guanyar el concurs Bureau of New Plays de 1938 (els dos guanyadors anteriors eren Arthur Miller i Tennessee Williams), es va iniciar una carrera al teatre. Es va traslladar a Hollywood, on va treballar com a guionista. La seva primera tasca va ser com un dels quatre escriptors acreditats a la versió de pantalla de Clifford Odets Golden Boy (1939).
La seva carrera teatral es va interrompre quan, durant la Segona Guerra Mundial, Taradash va servir a l'Exèrcit dels Estats Units. Finalment va rebre entrenament al programa Cos de senyals com a Candidat a oficial. Va ser assignat al Signal Corps Photo Center, on va treballar com a escriptor i productor en pel·lícules de formació.

## Carrera després de la Segona Guerra Mundial
Després de la guerra, Taradash va intentar tenir èxit a Broadway amb una versió estatunidenca de Les Mains sales de Jean-Paul Sartre, però el programa va acabar ràpidament i va tornar a Hollywood. Va tenir més èxit com a coguionista (amb John Monks Jr) del vehicle Humphrey Bogart Truqueu a qualsevol porta (1949). El western de Fritz Lang Encobridora i el psicodrama Don't Bother to Knock (tots dos de 1952). Els intèrprets eren Marlene Dietrich i Arthur Kennedy en el primer, Richard Widmark i Marilyn Monroe en el segon. La seva adaptació de la novel·la de James Jones D'aquí a l'eternitat (1953) protagonitzada per Burt Lancaster va ser un gran èxit i va guanyar a Taradash un Oscar al millor guió adaptat. Va ser dirigida per Fred Zinnemann. El seu treball cinematogràfic posterior va ser generalment en adaptacions, com Desiree (1954), sobre Napoleó Bonaparte i Joséphine; Picnic (1955), de l'obra William Inge; i Em vaig enamorar d'una bruixa (1958), de la comèdia escènica de John Van Druten.
A mitjans de la dècada de 1950, Taradash i Jules Blaustein van formar Phoenix Corporation. També va intentar dirigir amb Enmig de la tempesta (1956), protagonitzada per Bette Davis com a bibliotecària lluitant contra la censura i la prohibició de llibres. Taradash i Zinnemann havien planejat fer dues pel·lícules de la novel·la massiva de James Michener Hawaii, però no van poder recaptar el finançament. Quan George Roy Hill va fer la pel·lícula el 1965, va utilitzar el guió de Taradash amb esmenes de Dalton Trumbo. A la dècada de 1970, els esforços de Taradash van produir els seus dos guions finals per a les telenovel·les Doctors' Wives (1971) i The Other Side of Midnight (1977).
Taradash va guanyar l'Oscar al millor guió adaptat i el premi del Sindicat de Guionistes dels Estats Units al millor drama estatunidenc escrit per D'aquí a l'eternitat, i va rebre una nominació a la WGA per Picnic.
Taradash va ser president de l'Acadèmia de les Arts i les Ciències Cinematogràfiques de 1970 a 1973. Va ser el 20è president de l'AMPAS. El 1972, va presentar Charlie Chaplin a l'aparició de Chaplin als Premis Oscar de 1971 i li va lliurar un Oscar honorífic.
El 2003, Taradash va morir de càncer de pàncrees a Los Angeles als 90 anys.